# Owczarki (województwo dolnośląskie)
Owczarki – dawna osada w Polsce położona w województwie dolnośląskim, w powiecie złotoryjskim, w gminie Złotoryja.
W latach 1975–1998 miejscowość należała administracyjnie do województwa legnickiego.
Od 2009 formalnie włączona do wsi Lubiatów.